# Conferência de Arica
A Conferência de Arica, às vezes chamada de Conferência USS Lackawanna, foi uma série de negociações realizadas na cidade de Arica entre 22 e 27 de outubro de 1880 por representantes dos países beligerantes da Guerra do Pacífico, Chile e os aliados Bolívia e Peru, para acabar com a guerra. A conferência de três sessões a bordo do navio de guerra estadunidense USS Lackawanna foi motivada pela ingerência dos representantes dos Estados Unidos na região, que, além de encerrar com o derramamento de sangue, temiam que os prejuízos causados pelas ações bélicas afetassem o comércio e a propriedade de cidadãos dos países neutros pudessem induzir a intervenção europeia, contrariamente à sua doutrina Monroe.:57
A conferência ocorreu durante a presidência de Aníbal Pinto no Chile. Depois de dois golpes de Estado, Narciso Campero e Nicolás de Piérola, respectivamente, tomaram posse na Bolívia e no Peru durante a guerra.
A Bolívia e o Peru, militarmente indefesos após contínuas derrotas, procuraram evitar a transferência de territórios e preferiram a arbitragem pelos Estados Unidos. O Chile buscava obter uma paz duradoura que consolidasse os seus triunfos militares e exigiu a cessão de Antofagasta e Tarapacá, compensações monetárias e a desmilitarização de Arica. Os aliados Bolívia e Peru recusaram-se a aceitar as condições de paz chilenas e as negociações falharam. Os historiadores atribuem o fracasso à inépcia e inconsistência da diplomacia estadunidense, entre outros, por ter induzido os aliados a acreditar que os Estados Unidos impediriam uma cessão territorial como o Chile exigia.:60-61
Após as negociações fracassadas, a guerra continuou até 1883, quando finalmente, após enormes perdas humanas e materiais, com o Tratado de Ancón (1883) e posteriormente com o Tratado de Lima (1929), o Peru teve que ceder mais territórios do que aqueles que negou na conferência. A Bolívia, após a assinatura do Pacto de Trégua (1884) e do Tratado de 1904, perdeu Antofagasta e seu acesso ao mar. Em 1910, a Bolívia sugeriu que o Peru entregasse Tacna e Arica para obter acesso ao mar; o Peru rejeitou a sugestão.